# Dipurena dolichogaster
Dipurena dolichogaster är en nässeldjursart som först beskrevs av Ernst Haeckel 1864.  Dipurena dolichogaster ingår i släktet Dipurena och familjen Corynidae. Inga underarter finns listade i Catalogue of Life.